# Famille de Crousaz
La famille de Crousaz est une famille noble vaudoise issue des métraux de Chexbres.
La famille a exercé de nombreux offices dans le bailliage de Lausanne et a possédé plusieurs seigneuries.

## Origines
La famille de Crousaz est issue des métraux de Chexbres. Le premier métral de Chexbres connu est Bonfils. Il est cité de 1137 à 1155. Après l'achat de la métralie par l'évêque de Lausanne, une branche de la famille prend le nom de Crousaz, une autre de la Paleyre.

## Liens avec les mayors de Chexbres
Selon Martignier et Crousaz, ainsi que selon Mottaz, les mayors et les métraux de Chexbres seraient de la même famille. Les mayors seraient la branche aînée, tandis que les métraux, dont descendent les de Crousaz, seraient la branche cadette,.

## Possessions
Chexbres
La famille a possédé un manoir familial à Chexbres, ainsi qu'une chapelle dans l'église de St-Saphorin.
Mézery
David de Crousaz est seigneur de Mézery.
Chavannes
La famille possédait un fief à Chavannes au XVIIe siècle.

## Au service de l'administration épiscopale puis bernoise
Plusieurs membres de la famille sont châtelains de Glérolles pour le compte de l'évêque de Lausanne puis de Berne: Jaques de 1434 et 1468, Georges de 1499 à 1528, Pierre en 1537, Georges en 1573, Alexandre de 1574 à 1592, Simon de 1604 à 1613, Élie de 1624 à 1670, Abraham de 1670 à 1681, François de 1681 à 1719 et pour finir Jean-Noé de 1742 à 1748.

## Généalogie
- Abraham de Crousaz (1629-1710), maisonneur de Lausanne.
- Aymon de Crousaz (1835-1909), archiviste du canton de Vaud[10].
- Daniel de Crousaz (1694-1761)[11].
- Daniel Noé de Crousaz (1746-1811)[12]
- Henri de Crousaz, gouverneur de Vevey[13].
- Isbrand de Crousaz, lieutenant baillival de Lausanne[2].
- Jean-Philippe de Crousaz, fondateur de la branche française[5].
- Jean-Pierre de Crousaz (1663-1750), professeur de philosophie.
- Perrier de Crousaz, décédé avant 1372[13].
- Pierre II de Crousaz[5].
- Rodolphe de Crousaz (1710-1776), architecte vaudois[14].
- Roger de Crousaz[5].

## Armoiries
Les armes de la famille sont « de gueules à la colombe d'argent » ou « d'azur à la colombe d'argent. »

### Fonds d'archives
- Fonds : Famille de Crousaz (1255 - 1907) [3.60 mètres linéaires].  Cote : CH-000053-1 P Crousaz. Archives cantonales vaudoises (présentation en ligne).